# Cestrum pulverulentum
Cestrum pulverulentum är en potatisväxtart som beskrevs av Francey. Cestrum pulverulentum ingår i släktet Cestrum och familjen potatisväxter. Inga underarter finns listade i Catalogue of Life.